# Peshtigo River
Der Peshtigo River ist ein Zufluss der Green Bay im US-Bundesstaat Wisconsin.
Der Peshtigo River entspringt im Forest County. Er fließt in überwiegend südöstlicher Richtung durch den Marinette County zur Green Bay. Am Peshtigo River liegen die beiden Stauseen Caldron Falls Reservoir und High Falls Reservoir. Er passiert den Ort Crivitz und die Kleinstadt Peshtigo. An seiner Mündung liegt die Peshtigo River Delta Marshes State Natural Area. Der Peshtigo River hat eine Länge von 219 km.